# Aspis (Pyrénées-Atlantiques)
Pour les articles homonymes, voir Aspis.
Aspis est une ancienne commune française du département des Pyrénées-Atlantiques. Le 10 janvier 1842, la commune fusionne avec Athos pour former la nouvelle commune d'Athos-Aspis.

## Géographie
Au nord du département, le village est situé à l'ouest de Sauveterre-de-Béarn.

## Toponymie
Le toponyme Aspis apparaît sous les formes 
Espis (1119-1136, cartulaire de Sorde), 
Espis (1385, censier de Béarn), 
Espiis, Aespiis et Spiis (respectivement 1544, 1546 et 1548, réformation de Béarn), 
Aspis sur la carte de Cassini (fin XVIIIe siècle) et 
Aspit (1793 ou an II).
Michel Grosclaude propose l’étymologie gasconne es pins (« les pins »).
Le nom béarnais est Aspins.

## Histoire
Paul Raymond note qu'en 1385 le fief d'Aspis dépendait du bailliage de Sauveterre et de la vicomté de Béarn.

Aspis, qui a fait l'objet d'un proverbe béarnais pour se moquer de sa petitesse (Aspis, as-bis?), est un minuscule hameau qui a eu autrefois son église particulière, Notre Dame d'Aspis, son moulin (aujourd'hui usine électrique) et son château.

L'église Notre-Dame qui ne subsiste que dans la toponymie (Lou prat de la capère, le champ de la chapelle) était située en face du château et est mentionnée au XIVe siècle. Elle était desservie par un religieux de Sauveterre. Elle a dû disparaître pendant les Guerres de religion car au début du XVIIe siècle, elle ne figure sur aucun document.

Adrien d'Aspis, célèbre pour être resté fidèle à l'Église de Rome, alors que tout le Béarn devenait protestant, en était le patron laïque.
Il y a à Aspis de très belles maisons béarnaises qui valent le détour. On notera celle de rachou, du XVIIe siècle qui a vu naître Marie de Rachou, première re-convertie au catholicisme, épouse de Jean de Lassalle jurat d'Oraàs et qui est inhumée dans l'église de ce dernier village. Sa pierre tombale, mutilée en 1793, y figure encore. Notons aussi la maison Haussas (Canton) qui montre de belles fenêtres à meneaux. Elle est datée de 1728 mais est mentionnée bien avant.

Le moulin a été emporté par une vaste crue du Gave en 1784. Sur ses piles a été construite l'actuelle usine électrique.

Le château, daté du XIVe siècle, a été propriété des Aspis, d'Abbadie d'Orognen, Davant etc. Il est une propriété privée.

## Démographie
| 1793 | 1800 | 1806 | 1821 | 1831 | 1836 |
| ---- | ---- | ---- | ---- | ---- | ---- |
| 172  | 176  | 160  | 176  | 150  | 165  |

## Culture locale et patrimoine

### Patrimoine civil
- château d'Aspis avec terrasse sur le gave et porte à rinceaux ;
- moulin d'Aspis.

Aspis garde son château du XIVe siècle face au gave. On y trouve encore l'emplacement de l'ancienne église et de l'ancienne école.

## Pour approfondir